# Dětřich I. Lotrinský
Dětřich I. Lotrinský (965 – mezi 11. dubnem 1026 a 12. lednem 1027) byl od roku 978 hrabětem z Baru a vévodou Horního Lotrinska. Narodil se jako syn a následník Fridricha I. Hornolotrinského a Beatrix Francouzské, dcery Huga Velikého a Hedviky Saské, a sestry francouzského krále Huga Kapeta.
V roce 985 se připojil k dalším pánům Lotrinska, včetně svého bratrance Godfreye z Verdunu, k pokusu odražení invaze francouzského krále Lothara; ve Verdunu bal však polapen.
Stejně jako téměř všichni lotrinští vévodové do 13. století byl Dětřich věrný císařům říše římské. V roce 1011 se přidal k Jindřichu II. ve válce s Lucemburskem. V roce 1018 byl podruhé lapen v boji s Burgundskem, přemohl ale Oda II. z Blois, také hraběte z Meaux a Troyes. V roce 1019 se spojil s vládou se svým synem Fridrichem. Krátce se obrátil proti císaři Konrádovi, ale brzy se přidal na stranu jeho stoupenců.

## Rodina
V roce 985 se oženil s Richildou, dcerou Folmara III., hraběte z Bliesgau a Matz. Měli spolu několik dětí:
- Fridrich II. Hornolotrinský
- Adéla Hornolotrinská
- Adalbero Hornolotrinský
- Hildegarda Hornolotrinská